# Jonatan Unge
Jonatan Anders Unge, född 4 januari 1979 i Oscars församling i Stockholm, är en svensk ståuppkomiker som även medverkat i diverse radio- och TV-produktioner. 

## Biografi
Han är son till Ingemar Unge och Cecilia Hagen och växte upp i Franska värdshuset på Djurgården i Stockholm. Unges mor har judiskt påbrå, och han valde att ansluta sig till judiska församlingen som tonåring, vilket är ett återkommande inslag i hans skämt. Han har bland annat uppträtt tillsammans med komikern Aron Flam under titeln judisk standup. Tillsammans med Aron Flam har han även skrivit boken Sista ordet: citat och fakta om döden. Under våren 2009 medverkade han i TV-programmet Grillad på SVT och under sommaren samma år gjorde han dagliga inslag i Morgonpasset Sommar i SR P3. Mellan 2010 och 2014 var han medlem i redaktionen för radioprogrammet Tankesmedjan i P3. Unge är och har även varit med i flera poddar, till exempel Della Monde och Stormens utveckling. Mellan 2019 och 2024 var han krönikör i Aftonbladet.
Jonatan Unge var fram till 2013 sambo med komikern och skådespelaren Sissela Benn, känd från bland annat Kontoret på TV4. Paret har tillsammans en dotter, född 2011. Senare har de samarbetat i produktionen av P4-humorföljetongen Skärvor av ett äktenskap, fritt inspirerad av duons egen relation.
Unge har gjort flera turnéer med sin standupkomik. Bland annat åtta turnéer tillsammans med Ahmed Berhan och Branne Pavlovic under gemensamma namnet SEMST. År 2024 gav han sig ut på soloturné, Jonatan Unge solo – en alldeles egen standupturné, som sålde slut och förlängdes.
År 2021 spelade Unge huvudrollen i komediserien Drugdealer vilken han också skrivit tillsammans med Isabella Rodriguez för Sveriges Television.
Säsongen 2021/2022 vann han underhållningsprogrammet På spåret tillsammans med Cecilia Düringer. Säsongen 2022/2023 gick laget till final och hamnade på en andra plats. Säsongen 2019/2020 tävlade han i lag med sin mor Cecilia Hagen. Unge har även tävlat i Alla mot alla med Filip och Fredrik under fler säsonger, i lag med först Hanna Hellquist och senare med Emma Knyckare.

### Privatliv
Unge har en dotter, född 2011, från ett tidigare förhållande med komikern och skådespelaren Sissela Benn. Tillsammans med filmskaparen Alicia Hansen har han en son född 2022. Hansen och Unge separerade 2025.

## Poddradio

### Della Monde
År 2014 kom Podden Della Monde, tidigare Della Sport, som han gör tillsammans med Simon Svensson och K Svensson. De diskuterar allt från sport till konst.

### Lilla drevet
Unge var med i poddradioprogrammet Lilla drevet tillsammans med Liv Strömquist, Nanna Johansson, Moa Lundqvist, Ola Söderholm och, fram till november 2015, Kristoffer "K" Svensson. Lilla drevets första avsnitt släpptes 9 december 2013 och går ut på att medlemmarna pratar om olika spaningar de har gjort under veckan, främst rörande politik och populärkultur. Lilla Drevet lades ned officiellt 28 februari 2019.

### Februaripodden
14 april 2015 släppte Unge poddradioprogrammet Februaripodden tillsammans med Ola Söderholm. Poddens officiella beskrivning är: "En tidlös podcast med Ola Söderholm och Jonatan Unge". Februaripodden har lagts ned flera gånger men förefaller vara permanent vilande efter deras senaste avsnitt som släpptes 19 juni 2017. Podden kretsade ofta kring ämnet manlig impotens.

### Spela spel
Spela spel var en podd som Unge hade tillsammans med Nanna Johansson och Daniel Johansson mellan 27 mars 2016 och 21 december 2018. Den handlade om spel och som de beskrev det: "med spel menas tv-spel, data-spel, smartphone-spel och ibland till och med brädspel".

### Unge-Meyers lidanden
Unge-Meyers lidanden var en podd som Unge hade tillsammans med Bianca Meyer mellan 28 mars 2017 och 2 juni 2018 i samverkan med Judisk krönika. De släppte sammanlagt fem avsnitt.

### Stormens utveckling
Unge är en återkommande gäst i Ola Söderholms Stormens utveckling. Han har bland annat flera gånger adresserat covid-19 i podden, men även etikettregler.

### Bianca och Jonatan gifter dig judiskt
Unge och Bianca Meyer har släppts ungefär två gånger i månaden sedan juni 2020. Podcasten handlar om kärlek, där Meyer och Unge svarar på lyssnarfrågor och berättar om sina egna erfarenheter. Podden bytte runt årsskiftet 2021-22 namn till Unge Meyers lidande. Eftersom namnet, enligt duon, var för bra för att inte användas igen.

## Medverkan i TV
- 2009 – Grillad (TV-serie)
- 2017 – Släng dig i Brunnen (TV-serie), fram till 2019.
- 2019 – Kurs i självutplåning (TV-serie)
- 2021–2024 – Alla mot alla med Filip och Fredrik (TV-serie)
- 2021 – Drugdealer (TV-serie)
- 2019–2023 – På Spåret (TV-serie)
- 2025 – Cecilias unge (TV-serie)

## Utmärkelser
- 2009 − "Tändstickan" (Svenska Stand up-galan)
- 2010 − "Årets Rookie" (Stora radiopriset)
- 2018 − "Årets manliga komiker" (Svenska Stand up-galan)